# Famille de Gruyère-Aigremont
Pour les articles homonymes, voir Gruyère et Aigremont.
La famille de Gruyère-Aigremont est une tige de la maison Gruyère, issue d'Antoine de Gruyère-Aigremont, bâtard du comte Antoine de Gruyère.

## Histoire
La famille de Gruyère-Aigremont est une tige de la maison comtale de Gruyère. Ses membres sont attestés entre les XVe – XVIIe siècle.
Elle prend naissance avec Antoine (attesté entre 1462 et 1502) qui est le fils naturel du comte Antoine de Gruyère. Ce dernier lui donne la seigneurie d'Aigremont, la coseigneurie de Prez, dans le val de Charmey, une maison à Fribourg, dont il devient bourgeois,. Son frère, Jean, sire de Montsalvens, lui donne le fief la vidamie de Vuadens et Vaulruz,. Il vend la seigneurie à Berne, en 1501, tout en gardant le nom,. À la suite de cette vente, il se retire à Mauborget.
Antoine de Gruyère-Aigremont se marie deux fois. Il épouse en premières noces Jehanne du Salixeit (Saliceto), issue d'une famille lombarde installée à Fribourg, puis Catherine [Ruffieux].
Antoine de Gruyère-Aigremont est châtelain de Corbières, en 1473. Guillaume de Gruyère-Aigremont occupe le même poste en 1522.
François de Gruyère-Aigremont († 1563), donzel de Cossonay, se tourne vers le protestantisme. Jean-François († av. 1612), son fils qu'il a eu avec sa seconde épouse Claudaz Chalon, hérite de son oncle maternel de la terre et seigneurie de Sévery, ainsi que la co-seigneurie de St-Saphorin,. Ce dernier est châtelain de Cossonay pour Berne. Ses biens passent à ses fils, Pierre († 1633) et Nicolas.
Isaac, fils de Pierre, malgré trois mariages, ne laisse qu'une fille, Elisabeth, dame de Sévery († 1672). Dernière de la lignée, elle meurt à 23 ans, ses biens passent à son fils Henri, qu'elle a eu avec noble Sébastien Charrière.